# Pseudocellus
Genre
Pseudocellus est un genre de ricinules de la famille des Ricinoididae.

## Distribution
Les espèces de ce genre se rencontrent dans le Sud de l'Amérique du Nord et en Amérique centrale.

## Liste des espèces
Selon Ricinuleids of the World (version 1.0) :
- Pseudocellus barberi (Ewing, 1929)
- Pseudocellus blesti (Merrett, 1960)
- Pseudocellus bolivari (Gertsch, 1971)
- Pseudocellus boneti (Bolívar y Pieltain, 1942)
- Pseudocellus chankin Valdez-Mondragón & Francke, 2011
- Pseudocellus cookei (Gertsch, 1977)
- Pseudocellus dissimulans (Cooke & Shadab, 1973)
- Pseudocellus dorotheae (Gertsch & Mulaik, 1939)
- Pseudocellus gertschi (Márquez & Conconi, 1974)
- Pseudocellus jarocho Valdez-Mondragón & Francke, 2011
- Pseudocellus krejcae Cokendolpher & Enríquez, 2004
- Pseudocellus mitchelli (Gertsch, 1971)
- Pseudocellus osorioi (Bolívar y Pieltain, 1946)
- Pseudocellus oztotl Valdez-Mondragón & Francke, 2011
- Pseudocellus pachysoma Teruel & Armas, 2008
- Pseudocellus paradoxus (Cooke, 1972)
- Pseudocellus pearsei (Chamberlin & Ivie, 1938)
- Pseudocellus pelaezi (Coronado Gutierrez, 1970)
- Pseudocellus platnicki Valdez-Mondragón & Francke, 2011
- Pseudocellus reddelli (Gertsch, 1971)
- Pseudocellus relictus (Chamberlin & Ivie, 1938)
- Pseudocellus sbordonii (Brignoli, 1974)
- Pseudocellus seacus Platnick & Pass, 1982
- Pseudocellus silvai (Armas, 1977)
- Pseudocellus spinotibialis (Goodnight & Goodnight, 1952)

et décrites depuis :
- Pseudocellus abeli Armas, 2017
- Pseudocellus alux Armas & Agreda, 2016
- Pseudocellus aridus Teruel, 2015
- Pseudocellus bifer Teruel, 2018
- Pseudocellus cruzlopezi Valdez-Mondragón & Francke, 2013
- Pseudocellus dissimilior Teruel, 2018
- Pseudocellus franckei Valdez-Mondragón, Cortez-Roldán & Campuzano-Granados, 2020
- Pseudocellus giribeti Valdez-Mondragón & Cortez-Roldán, 2021
- Pseudocellus ignotus Armas, 2017
- Pseudocellus monjarazi Valdez-Mondragón & Francke, 2013
- Pseudocellus olmeca Valdez-Mondragón, Francke & Botero-Trujillo, 2018
- Pseudocellus permagnus Armas, 2017
- Pseudocellus quetzalcoatl Valdez-Mondragón, Francke & Botero-Trujillo, 2018
- Pseudocellus undatus Armas, 2017
- Pseudocellus valerdii Valdez-Mondragón & Juárez-Sánchez, 2021

## Publication originale
- Platnick, 1980 : « On the phylogeny of Ricinulei. » Verhandlungen, 8. Internationaler Arachnologen - Kongress abgehalten ander Universitat fur Bodenkultur Wien, 7-12 Juli, 1980, H., Egermann, Vienna, p. 127-131.